# Прапор Андрушівського району
Пра́пор Андру́шівського райо́ну затверджений рішенням Андрушівської районної ради.

## Опис прапора
Являє собою прямокутне полотнище зі співвідношенням ширини до довжини 2:3. Прапор складається з трьох рівновеликих частин, з'єднаних по горизонталі. Верхня і нижня частини зеленого кольору, середня — біла, обрамлена лініями товщиною 1/12 ширини кожна. Верхня з них жовта, нижня — чорна. Кольори прапора відображають гаму структурних елементів герба і відповідно несуть те ж символічне навантаження.
Автор — В. Ільїнський